# Porogadus nudus
Porogadus nudus är en fiskart som beskrevs av Vaillant, 1888. Porogadus nudus ingår i släktet Porogadus och familjen Ophidiidae. Inga underarter finns listade i Catalogue of Life.